# Pierre Perrée du Coudray de la Villestreux
Pour les autres membres de la famille, voir Famille Perrée de la Villestreux.
Pierre Perrée du Coudray de la Villestreux est un corsaire, navigateur et armateur français des XVIIe et XVIIIe siècles. Originaire de Saint-Malo, qui fut parmi les premiers à franchir le détroit de Magellan en 1703, pour aller commercer avec les riches villes minières de l'empire espagnol d'Amérique du Sud.

## Biographie
Lors de la guerre de la Ligue d'Augsbourg, il reçoit de Charles d'Albert d'Ailly, duc de Chaulnes, gouverneur de Bretagne, le commandement du « Fort de la Couché » à Saint-Malo. Il est ensuite nommé capitaine général des galères du roi d'Espagne.
Il mène de 1701 à 1708 deux grandes expéditions dans les mers du Sud, et découvre au retour une petite île à laquelle il donnera le nom de Noël Danycan, alors le principal armateur du port de Saint-Malo. La première est à bord du navire Saint-Charles, sur lequel il avait embarqué son fils, le futur armateur de Nantes Nicolas Perrée du Coudray de la Villestreux.
Portant une cargaison de toiles de Bretagne (à voile ou fines, chapeaux, verroterie, rubans, boutons, pistolets, instruments de fer. les deux navires de la première expédition quittèrent le port de Saint Malo le 22 octobre 1701. Le voyage durait plus d'un an et ils ne reviennent à Saint-Malo qu'en 1703. Ils parviennent le 8 mars 1702, dans le Pacifique, après une traversée du détroit de Magellan qui n'avait duré qu'un mois.
La famille Perrée du Coudray de la Villestreux, l'une des plus riches de Saint-Malo, était alliée aux Porée, aux Duguay-Trouin et aux de Besle-Ile. Au bas de la rue du Bé », de Saint Malo, selon un document de l'époque, habitait vers 1650, Nicolas Perrée, sieur du Rocher, armateur et corsaire, dont la famille était établie à Saint-Malo depuis trois générations. Son second fils, Pierre Perrée du Coudray, né à Saint-Malo le 23 décembre 1656 s'était marié à 29 ans, le 23 mai 1685, à Hélène Vital de Montgrué, dans la chapelle Saint-Aaron. 

## Sources et bibliographie
- Ludovic de Magny, Le Nobiliaire universel ou recueil général des généalogies historiques et véridiques des maisons nobles de l'Europe, t. 6, Paris, 1860 (lire en ligne)